# Scania OmniCity
A Scania OmniCity egy alacsonypadlós városi autóbusz, melyet a Scania gyártott 1996 és 2012 között.

## Magyarországon
Veszprémben a V-busz üzemeltet négy 2008-as gyártású OmniCity autóbuszt.
Zalaegerszegen a Volánbusz üzemeltet hármat a típusból. A buszok az Ikarus 415-ös buszokat váltották ki.

## Tesztelések Magyarországon
| Cég                        | Évszám |
| -------------------------- | ------ |
| Hatvani Volán              | 2010   |
| Agria Volán                | 2010   |
| MVK                        | 2010   |
| Borsod Volán               | 2010   |
| Kunság Volán               | 2010   |
| Jászkun Volán              | 2010   |
| Körös Volán                | 2010   |
| Tisza Volán                | 2010   |
| Bács Volán                 | 2010   |
| Gemenc Volán               | 2010   |
| Tüke Busz                  | 2010   |
| Kaposvári Közlekedési Zrt. | 2010   |
| Balaton Volán              | 2010   |
| Bakony Volán               | 2010   |
| Somló Volán                | 2010   |
| Kisalföld Volán            | 2010   |
| Vértes Volán               | 2010   |
| Volánbusz                  | 2010   |
| BKV                        | 2010   |

## Fordítás
Ez a szócikk részben vagy egészben  a   Scania OmniCity című angol Wikipédia-szócikk ezen változatának fordításán alapul.  Az eredeti cikk szerkesztőit annak laptörténete sorolja fel. Ez a jelzés csupán a megfogalmazás eredetét és a szerzői jogokat jelzi, nem szolgál a cikkben szereplő információk forrásmegjelöléseként.